# Chapel Township
Chapel Township est un ancien township du comté de Howell dans le Missouri, aux États-Unis,.
Le townhsip est fondé avant 1873 : il est créé à partir de la partie sud de l'ancien Goldsberry Township. Il est baptisé en référence à George Chapell, un pionnier originaire de Géorgie.

## Source de la traduction
- (en) Cet article est partiellement ou en totalité issu de l’article de Wikipédia en anglais intitulé « Chapel Township, Howell County, Missouri » (voir la liste des auteurs).